# مونته آلتو (تگزاس)
مونته آلتو (به انگلیسی: Monte Alto) یک منطقهٔ مسکونی در ایالات متحده آمریکا است که در شهرستان ایدالگو، تگزاس واقع شده‌است. مونته آلتو ۵٫۸ کیلومتر مربع مساحت و ۱٬۹۲۴ نفر جمعیت دارد و ۱۶ متر بالاتر از سطح دریا واقع شده‌است.